# Bundestagswahlkreis Wanne-Eickel – Wattenscheid
Der Bundestagswahlkreis Wanne-Eickel – Wattenscheid 	 war von 1949 bis 1980 ein Wahlkreis in Nordrhein-Westfalen. Er umfasste die ehemaligen kreisfreien Städte Wanne-Eickel und Wattenscheid. 	
Zur Bundestagswahl 1980 wurde der Wahlkreis aufgelöst. Das 1975 nach Herne eingemeindete Wanne-Eickel kam zum Wahlkreis Herne und das nach Bochum eingemeindete Wattenscheid zum Wahlkreis Bochum I. Der Wahlkreis wurde stets von Kandidaten der SPD gewonnen, zuletzt von Heinz Westphal. 

## Wahlkreissieger
| Wahl | Name           | Partei | Erststimmen |
| ---- | -------------- | ------ | ----------- |
| 1976 | Heinz Westphal | SPD    | 63,3 %      |
| 1972 | Heinz Westphal | SPD    | 67,3 %      |
| 1969 | Heinz Westphal | SPD    | 60,6 %      |
| 1965 | Heinz Westphal | SPD    | 58,4 %      |
| 1961 | Erich Meyer    | SPD    | 50,7 %      |
| 1957 | Erich Meyer    | SPD    | 47,1 %      |
| 1953 | Erich Meyer    | SPD    | 43,3 %      |
| 1949 | Erich Meyer    | SPD    | 41,0 %      |

## Wahlkreisgeschichte
| Wahl      | Wahlkreisname                   | Gebiet                     |
| --------- | ------------------------------- | -------------------------- |
| 1949      | 52 Wattenscheid – Wanne-Eickel  | Wanne-Eickel, Wattenscheid |
| 1953–1961 | 111 Wattenscheid – Wanne-Eickel | Wanne-Eickel, Wattenscheid |
| 1965–1976 | 110 Wanne-Eickel – Wattenscheid | Wanne-Eickel, Wattenscheid |